# العملية دادا عيدي
العملية دادا عيدي هي هجوم عسكري شنته تنزانيا ضد حكومة عيدي أمين الأوغندية وحلفائها الليبيين والفلسطينيين في مارس وأبريل 1979 خلال الحرب الأوغندية التنزانية. وقع الهجوم وسط تفكك الجيش الأوغندي، وبالتالي لم يواجه سوى مقاومة متفرقة وغير منظمة. أسفرت العملية عن استيلاء تنزانيا على مبيغي وعدة مواقع أخرى حول كمبالا.
استولى عيدي أمين على السلطة في أوغندا عام 1971 وأنشأ ديكتاتورية قمعية. بعد سبع سنوات حاول غزو تنزانيا المجاورة إلى الجنوب. تم صد الهجوم، وأمر الرئيس التنزاني يوليوس نيريري بشن هجوم مضاد على الأراضي الأوغندية. فشلت محاولات أوغندا وحلفائها الأجانب لوقف التقدم التنزاني. بعد معركة لوكايا في 10-11 مارس 1979، بدأت قوات الدفاع الشعبية التنزانية الاقتراب من العاصمة الأوغندية كمبالا، مما دفع أمين وحلفائه الأجانب إلى تحصين الموقع الاستراتيجي لمبيجي الذي كان يقع بين لوكايا وكمبالا. ونظرا لان الجيش الاوغندى كان في حالة فوضى بعد هزائمه المتكررة فان القوات الموالية للامين لم تقدم سوى مقاومة متقطعة في عدة اشتباكات صغيرة النطاق حول ميجي.
وبناء على ذلك، أقام التنزانيون مدفعية لقصف كمبالا وكذلك المطار الهام في عنتيبي. في الأيام التالية، هزمت قوات الدفاع الشعبي المزيد من الوحدات الأوغندية والليبية وأمنت تدريجياً محيط مبيغي. سمح ذلك للتنزانيين بالاستيلاء على عنتيبي في 7 أبريل، تليها كمبالا في 11 أبريل 1979.

## مقدمة
شنت القوات الموالية لأمين، المؤلفة من القوات الأوغندية والليبية ومنظمة التحرير الفلسطينية، هجومًا مضادًا كبيرًا في لوكايا في 10 مارس 1979. كان أمين يأمل في أن تؤدي هذه العملية إلى إخراج التنزانيين من أوغندا. ورغم أن الهجوم الأولي سار على ما يرام، فقد هاجمت قوات الدفاع الشعبي التنزانية هجوما مضادا في 11 مارس. قوات أمين التي بوغتت تم سحقها وهزيمتها بشكل حاسم، مما أدى إلى هزيمة كاملة. وقد أحبطت هذه المعركة الجيش الأوغندي تماما، مما تسبب في فرار العديد من الضباط والجنود.
وعلى الرغم من تفكك الجيش الأوغندي بعد معركة لوكايا، إلا أن نظام أمين لم يهزم بعد. وكان لا يزال مدعوما من القذافي الذي زاد من التزامه العسكري بعد لوكايا بإرسال كميات كبيرة من المعدات العسكرية و2000 من أفراد الميليشيا الشعبية لمساعدة أمين. العديد من الجنود تم إخبارهم بأنهم تم نشرهم فقط من أجل تدريبات مشتركة وليس من أجل القتال. وقد تم نقل الافراد والعتاد إلى مطار عنتيبي الدولي في جسر جوي منتظم. وقد تم تخزين الكثير من الإمدادات والمعدات العسكرية هناك لأن القوات الأوغندية لم تكن لديها القدرة اللوجستية على توزيعها بكفاءة.

## الإشارات المرجعية
1. ↑  Cooper & Fontanellaz 2015، صفحات 33–34.
2. ↑  Cooper & Fontanellaz 2015، صفحة 34.
3. ↑  Singh 2012، صفحة 175.